# Guillermo Sánchez (futbolista)
Guillermo Sánchez (Moreno, Buenos Aires, 19 de octubre de 1989) es un futbolista argentino que juega de defensor. Actualmente integra el plantel del Atlanta, de la Primera B Metropolitana.

## Clubes
| Club               | País      | Año           | PJ | Goles |
| ------------------ | --------- | ------------- | -- | ----- |
| Tigre              | Argentina | 2009 - 2010   | 4  | 0     |
| Defensa y Justicia | Argentina | 2011          | 0  | 0     |
| Olimpo             | Argentina | 2011-2012     | 4  | 0     |
| Brown de Adrogué   | Argentina | 2012-2016     | 76 | 5     |
| Atlanta            | Argentina | 2016-presente | 28 | 0     |